# Портрет родини Гоццадіні

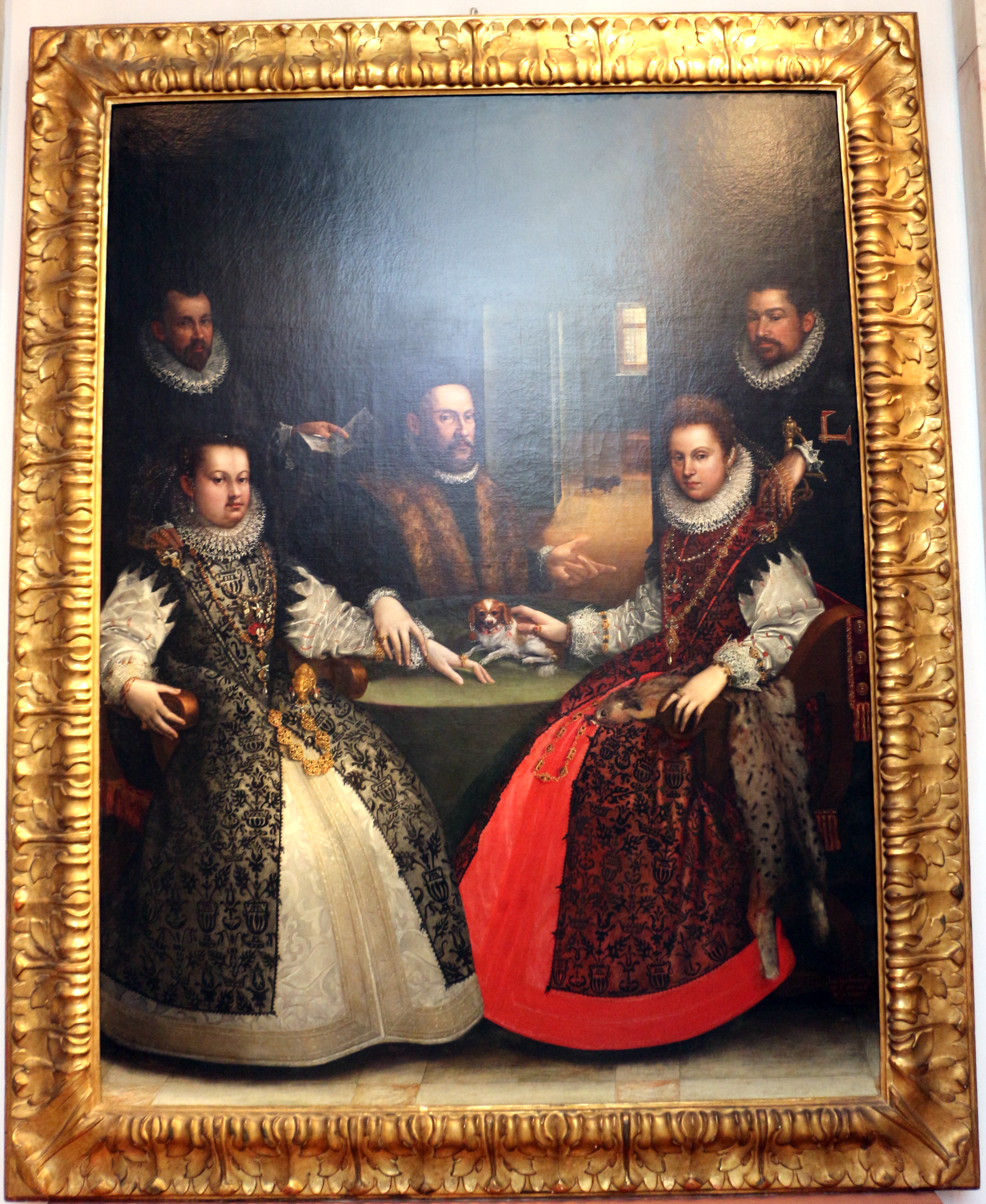
Портрет родини Гоццадіні, 1584, полотно, олія, 250 x 189 см, Національна пінакотека, Болонья

«Портрет родини Гоццадіні» (італ. La Famiglia Gozzadini) (офіційної назви ніколи не було) — картина 1584 року, написана олією на полотні болонської художниці Лавінії Фонтана. Знаходиться у Національній пінакотеці в Болоньї.

## Живопис
Ця маньєристична картина зображує Лаудомію Гоццадіні, замовницю картини, та її сестру Джиневру на передньому плані, їхній батько, сенатор Уліссе Гоццадіні, сидить із ними, а їхні чоловіки Камілло та Аннібале стоять позаду. Уліссе і Джіневра, яких пов'язує його рука на її руці, були мертвими на момент створення картини. Між нею та її покійною родиною рука Лаудомії лежить на собаці, символі вірності, можливо, символізуючи її відданість їхній пам'яті. У задній частині портрета ще одна маленька чорна собачка відображає чоловіче блукання чоловіків сестер. Дві жінки одягнені у повні весільні регалії, Лавдомія — у сміливому червоному, що виділяє її серед інших більш нейтрально вбраних суб'єктів. Меч і хрест Камілло вказують на його особистість як лицаря португальського Ордену Христа, тоді як папір у руці Аннібале може натякати на його контроль над фінансами сестер.

## Комісія
Цей портрет був першою зафіксованою комісією художниці Лавінії Фонтани. Вважається, що Лаудомія Гоццадіні замовила цей портрет як заяву про її легітимність та правонаступництво, та/або запам'ятати Уліссе та Джіневру. Листування показує, що Аннібале, виконавець заповіту Уліссе, заборгував гроші Лаудомії; через цей конфлікт вона притягла його до суду і виграла справу. Зображення сестер у їхніх декадентських весільних прикрасах, придбаних батьком, трактується як нагадування про те, що гроші, які вони принесли з собою у свої шлюби, в кінцевому рахунку є власною спадщиною, і не утримуватися від них чоловіками. Композиційна підтримка цієї теорії включає візуалізацію сестер перед своїми чоловіками, займаючи набагато більше місця, світло, що падає прямо на обличчя, а чоловіки згасають у темному фоні. На тему багатства батько сестер заявив про конкуренцію, що яка б сестра змогла спочатку народити життєздатного спадкоємця, що успадкує сімейне багатство; Джинвера виграла цю суперечку, потенційну причину обурення між нею та її сестрою. Висловлюється, що Лаудомія просила Фонтану зобразити Джинверу невтішним чином у цьому портреті внаслідок цього обурення.

## Відносини між Лаудомією Гоццадіні та Лавінією Фонтаною
Художниця Лавінія Фонтана та меценат Лаудомія Ґоццадіні, близькі за віком, поділилися близькими стосунками поза замовленням портрета. Здатність Фонтани точно намалювати Джіневру на портреті, незважаючи на те, що вона померла та була похована під час написання картини, свідчить про те, що Фонтана проводила час із родиною та, можливо, знала Джіневру за життя. Лаудомія стала хрещеною матір'ю сина Лавінії, Северо, і Лавінія назвала свою дочку на честь Лаудомії.
Лавінія, ймовірно, намалювала інші портрети Лаудомії та для неї, оскільки фінансові звіти родини Гоццадіні відображають численні платежі, зроблені Лавінії, і збереглися два додаткових портрети, що нагадують Лаудомію, один насправді підписаний Лавінією, а другий у стилі Лавінії, залишений у маєтку родини Гоццадіні. Хоча точна кількість портретів невідома, огляд портретів Гоццадіні описав molto ritratti Фонтаною в інвентарі, вказуючи на деяку велику, невизначену кількість.
Діяльність Лавінії Фонтани як портретистки була незвичайною, і в певному сенсі нежиттєздатною. Її дружба з Лаудомією Ґоццадіні дозволила їй практикувати та отримувати прибуток від свого мистецтва, а записи свідчать, що деякі з покровителів Фонтани були друзями родини Ґоццадіні, припускаючи, що портрет був такої якості, що інші запитували про художника, та/або що Лаудомія допомогла своїй подрузі отримати замовлення.

## Заповіт Лаудомії Гоццадіні
У незвичайному для того часу виборі Лаудомія залишила в заповіті особливі вказівки щодо догляду за портретом.
Перший проєкт заповіту містив примітку: «велика і прекрасна картина батька спадкодавця, самої спадкодавиці, її сестри та їхніх чоловіків, написана рукою чудової художниці Лавінії Фонтани». Вона наказала, щоб картина була передана Камілло і згодом зберігалася в родині Гоццадіні, а не була забрана чоловіками її дочки. Вона також просила, щоб кожен, хто успадкує портрет, молився святому Ієронімові за душі людей, зображених на портреті.
Другий проєкт заповіту включав примітку: «велика і прекрасна картина із зображенням батька спадкодавця, самої спадкодавиці, її сестри, їхніх чоловіків, рукою Лавінії Фонтани, знаменитої художниці, почесної в усьому». Вона також змінила своє прохання молитися за фігури на портреті на те, щоб їх просто «запам'ятали».
В остаточному варіанті свого заповіту вона виключила всі прохання про молитви чи спогади, але врешті-решт вона попросила, щоб портрет був довірений її двом донькам, Плацидії та Береніці.